# لمن اترك كل هذا (مسلسل )
لمن أترك كل هذا هو مسلسل تلفزيوني درامي اجتماعي مصري، تم إنتاجه وعرضه في عام 1993. المسلسل مقتبس عن عمل أدبي للكاتب الكبير إحسان عبد القدوس، وقام بكتابة السيناريو والحوار مصطفى محرم، وأخرجه باسم محفوظ. تدور أحداث المسلسل حول صدامات عائلية تنشأ داخل أسرة مقاول كبير بسبب قرارات أبنائه التي تتعارض مع تطلعاته.

## معلومات أساسية
- النوع: مسلسل تلفزيوني درامي اجتماعي
- بلد الإنتاج: مصر
- سنة الإنتاج/العرض: 1993
- اللغة الأصلية: العربية

## الأصل الأدبي
المسلسل مقتبس عن قصة أدبية تحمل نفس الاسم "لمن أترك كل هذا" للكاتب المصري إحسان عبد القدوس، والتي نُشرت ضمن مجموعة قصصية بنفس الاسم عن دار الأهرام في التسعينيات. يُسجل اسم إحسان عبد القدوس كمؤلف (أصل العمل الأدبي) في بيانات المسلسل على قاعدة بيانات السينما.كوم، مما يؤكد اقتباس المسلسل من أعماله الغزيرة التي حُولت للدراما التلفزيونية.

## كتابة السيناريو والحوار
قام بكتابة السيناريو والحوار للمسلسل الكاتب مصطفى محرم، والذي يُسجل كـ "Scriptwriter" في النسخة الإنجليزية من قاعدة بيانات السينما.كوم.

## الإخراج
أخرج المسلسل المخرج باسم محفوظ. يظهر اسمه كمخرج رسمي في بيانات العمل على السينما.كوم، ويُذكر ضمن أعماله البارزة في صفحة سيرته بالموقع.

## ملخص القصة
تدور أحداث المسلسل حول مقاول كبير بنى نفسه بنفسه؛ ابنته تقع في حب ابن الطباخ، وابنه يُصرّ على دخول كلية الطب بدلاً من الهندسة، ما يثير صدامات عائلية مع الأب وتتصاعد الدراما الأسرية. هذا الملخص مستقى من صفحة العمل الرسمية على السينما.كوم، مع نبذة موسعة تُسمي بعض الشخصيات الرئيسية (المقاول الذي يجسده ممدوح عبد العليم، الزوجة سمية الألفي، الابنة ميرنا، إلخ).

## طاقم العمل
الممثلون:
- ممدوح عبد العليم
- سمية الألفي
- ميرنا وليد
- خالد العيسوي بدور "عبد الكريم"[6]
- ماجد الكدواني
- ندى بسيوني
- عايدة عبد العزيز
- إنعام سالوسة
- إبراهيم يسري
- جليلة محمود
- مونيا (ممثلة)[7][8]
- حاتم صلاح الدين[6]
- وآخرون (يبلغ إجمالي الأسماء 23 اسمًا مدونًا على السينما.كوم)

## عرض المسلسل وتوثيقه
عُرض المسلسل لأول مرة على القناة الثانية المصرية خلال فترة التسعينيات. اللوجو الموجود على الحلقات المتوفرة على يوتيوب يحمل شعار القناة الثانية المصرية، مما يُثبت أن العمل أُنتج وعُرض رسميًا على التلفزيون المصري. تتوفر عدة حلقات كاملة من المسلسل على موقع يوتيوب، بالإضافة إلى برنامج أرشيفي يعرض لقطات ومقابلات مرتبطة بالعمل. وقد تم نشر روابط الحلقات على يوتيوب من قبل أحد أبطال العمل، الممثل خالد العيسوي، مما يعزز من مصداقيتها كمصدر. كما تذكر صفحة ويكيبيديا الرسمية للممثل خالد العيسوي مشاركته في مسلسل "لمن أترك كل هذا" ضمن أعماله الدرامية.

## وصلات خارجية
- قالب:وصلة قاعدة بيانات الأفلام العربية في موقع السينما.كوم

قالب:بوابة مصر قالب:بوابة تلفاز قالب:بوابة دراما